# Вітмор-Лейк (Мічиган)
Вітмор-Лейк (англ. Whitmore Lake) — переписна місцевість (CDP) в США, в округах Лівінгстон і Воштено штату Мічиган. Населення — 7584 особи (2020).

## Географія
Вітмор-Лейк розташований за координатами 42°25′20″ пн. ш. 83°45′10″ зх. д. / 42.42222° пн. ш. 83.75278° зх. д. (42.422102, -83.752812).  За даними Бюро перепису населення США в 2010 році переписна місцевість мала площу 13,70 км², з яких 10,91 км² — суходіл та 2,79 км² — водойми.

## Демографія
Згідно з переписом 2010 року, у переписній місцевості мешкали 6423 особи в 2770 домогосподарствах у складі 1667 родин. Густота населення становила 469 осіб/км².  Було 3086 помешкань (225/км²).
Расовий склад населення:
| - 95,5 % — білих - 1,0 % — чорних або афроамериканців - 0,6 % — азіатів - 0,5 % — корінних американців |

До двох чи більше рас належало 1,8 %. Частка іспаномовних становила 2,3 % від усіх жителів.
За віковим діапазоном населення розподілялося таким чином: 21,4 % — особи молодші 18 років, 69,5 % — особи у віці 18—64 років, 9,1 % — особи у віці 65 років та старші. Медіана віку мешканця становила 37,2 року. На 100 осіб жіночої статі у переписній місцевості припадало 97,4 чоловіків;  на 100 жінок у віці від 18 років та старших — 97,3 чоловіків також старших 18 років.
Середній дохід на одне домашнє господарство  становив 65 562 долари США (медіана — 50 890), а середній дохід на одну сім'ю — 81 311 долар (медіана — 71 719). Медіана доходів становила 46 982 долари для чоловіків та 41 719 доларів для жінок. За межею бідності перебувало 10,0 % осіб, у тому числі 14,8 % дітей у віці до 18 років та 4,4 % осіб у віці 65 років та старших.
Цивільне працевлаштоване населення становило 3675 осіб. Основні галузі зайнятості: освіта, охорона здоров'я та соціальна допомога — 28,2 %, роздрібна торгівля — 15,7 %, виробництво — 12,4 %.